# Quelle (Bielefeld)
Quelle ist ein Stadtteil der kreisfreien Stadt Bielefeld in Nordrhein-Westfalen und gehört zum Bielefelder Stadtbezirk Brackwede. Bis 1969 war Quelle eine eigenständige Gemeinde im Kreis Bielefeld.

## Geografie

### Gliederung und Lage
Die Stadt Bielefeld ist unterhalb der zehn Bezirke nicht weiter in administrative oder politische Einheiten gegliedert. Stadtteile sind in Bielefeld daher nur informelle Teilgebiete, deren Abgrenzung sich meist auf das Gebiet einer Altgemeinde bezieht. Zu statistischen Zwecken ist Bielefeld jedoch in 72 „statistische Bezirke“ eingeteilt. Die Altgemeinde Quelle entspricht dabei in etwa den statistischen Bezirken 37 Kupferheide und 38 Quelle.
Quelle liegt direkt südlich des Hauptkammes des Teutoburger Waldes und wird von der Lutter und vom Lichtebach durchflossen. Der höchste Punkt von Quelle liegt mit 313 m ü. NHN auf dem Hünenberg.

### Nachbarorte
Im Westen grenzt Quelle an Steinhagen, im Norden an den Ortsteil Hoberge-Uerentrup des Bielefelder Stadtbezirks Dornberg und im Nordosten an den Stadtbezirk Gadderbaum. Östlich grenzt Quelle an die Ortsteile Brock und Kupferhammer des Stadtbezirks Brackwede und südlich an das ebenfalls zu Brackwede zählende Ummeln.

## Geschichte

### Erstbesiedlung
1036 wird der auf dem Boden des heutigen Ortsteils liegende Meyerhof Borckhusen (Meyer zu Borgsen) das erste Mal erwähnt. 1221 erfolgte die erste Erwähnung Quelles unter dem Namen Hof Cawelle in einer Schenkungsurkunde. Die Bauerschaft, zu der beide Höfe gehörten, hieß im Ravensberger Urbar von 1556 Borckhuisen; später änderte sich der Name der Bauerschaft zu Quelle.

### Verwaltungsgliederung
Bis zur Franzosenzeit gehörte die Bauerschaft Quelle zur Vogtei Brackwede im Amt Sparrenberg der Grafschaft Ravensberg. Von 1807 bis 1813 gehörte Quelle zum Kanton Brackwede im Königreich Westphalen. 1816 kam die Gemeinde  zum neuen Kreis Bielefeld. Im Kreis Bielefeld gehörte die Gemeinde zum Amt Brackwede. Zum Gemeindegebiet gehörte ursprünglich auch das Gebiet westlich der Lutter bis zum Johannistal und zum Hof Olderdissen. Dieses Gebiet wurde am 31. Januar 1907 in die Stadt Bielefeld eingegliedert und gehört heute zum Stadtbezirk Dornberg.
Durch das Gesetz zur Neugliederung des Kreises Wiedenbrück und von Teilen des Kreises Bielefeld wurde Quelle zum 1. Januar 1970 in die Stadt Brackwede eingegliedert. Brackwede seinerseits wurde im Zuge der Neugliederung des Raums Bielefeld zum 1. Januar 1973 nach Bielefeld eingemeindet.

### Feuerwehr und Kirchengemeinde
Die Freiwillige Feuerwehr Quelle wurde am 21. August 1921 gegründet. Die Evangelisch-lutherische Johannes-Kirchengemeinde Quelle-Brock entstand 1958, als die damalige Kirchengemeinde Brackwede aufgeteilt wurde. Die Johannes-Kirchengemeinde gehört zum Kirchenkreis Gütersloh.

### Einwohnerentwicklung
| Jahr | Einwohner | Quelle |
| ---- | --------- | ------ |
| 1799 | 0550      | [ 7 ]  |
| 1812 | 0701      | [ 8 ]  |
| 1864 | 0921      | [ 9 ]  |
| 1910 | 1831      | [ 10 ] |
| 1939 | 3808      | [ 11 ] |
| 1961 | 6387      | [ 12 ] |
| 1966 | 7080      | [ 13 ] |
| 2008 | 8451      | [ 14 ] |
| 2014 | 8578      | [ 15 ] |
| 2019 | 9246      | [ 16 ] |
| 2022 | 9372      | [ 17 ] |
| 2024 | 9375      | [ 18 ] |

## Wappen
Das Queller Wappen zeigt den Drei-Kaiser-Turm, dessen Bau im Dreikaiserjahr 1888 begann und der 1894 fertiggestellt wurde, auf drei roten Sparren auf Silber. Die drei Sparren deuten auf die Grafschaft Ravensberg, zu der Quelle früher gehörte, hin.

## Bauwerke und Anlagen (Auswahl)

### Städtische und Kirchen
- Gemeinschaftshaus Quelle in der Carl-Severing-Straße
- Evangelische Johanneskirche, Johannes dem Täufer gewidmet
- Erwähnenswert ist der Friedhof im Ortsteil an der Magdalenenstraße mit einer kleinen Kapelle.[19]

### Hünenburg
Die Hünenburg ist eine Burgruine auf dem Hünenberg (302 m über NN.). Dieser liegt am Südhang des Teutoburger Waldes. Der 1894 errichtete Drei-Kaiser-Turm musste 1952 einem Fernmeldeturm weichen. 20 Jahre später wurde der Fernsehturm auf der Hünenburg rückgebaut, von der so neu entstandenen 40 m hohen Aussichtsplattform kann man einen Blick auf den Bielefelder Süden werfen. Gleichzeitig wurde ein neuer, 164 Meter hoher Fernmeldeturm Hünenburg gebaut, der auf den Ruinen der Burg steht.

## Bildung und Verkehr
- Allgemeinbildende Schulen im Ortsteil sind die Grundschule Quelle an der Carl-Severing-Str. 165, die seit 1878 an dieser Stelle in Betrieb ist, und die Gesamtschule Quelle.

- Bielefeld-Quelle ist durch die Bundesstraße 61 und die L 756 an das Fernstraßennetz angeschlossen.

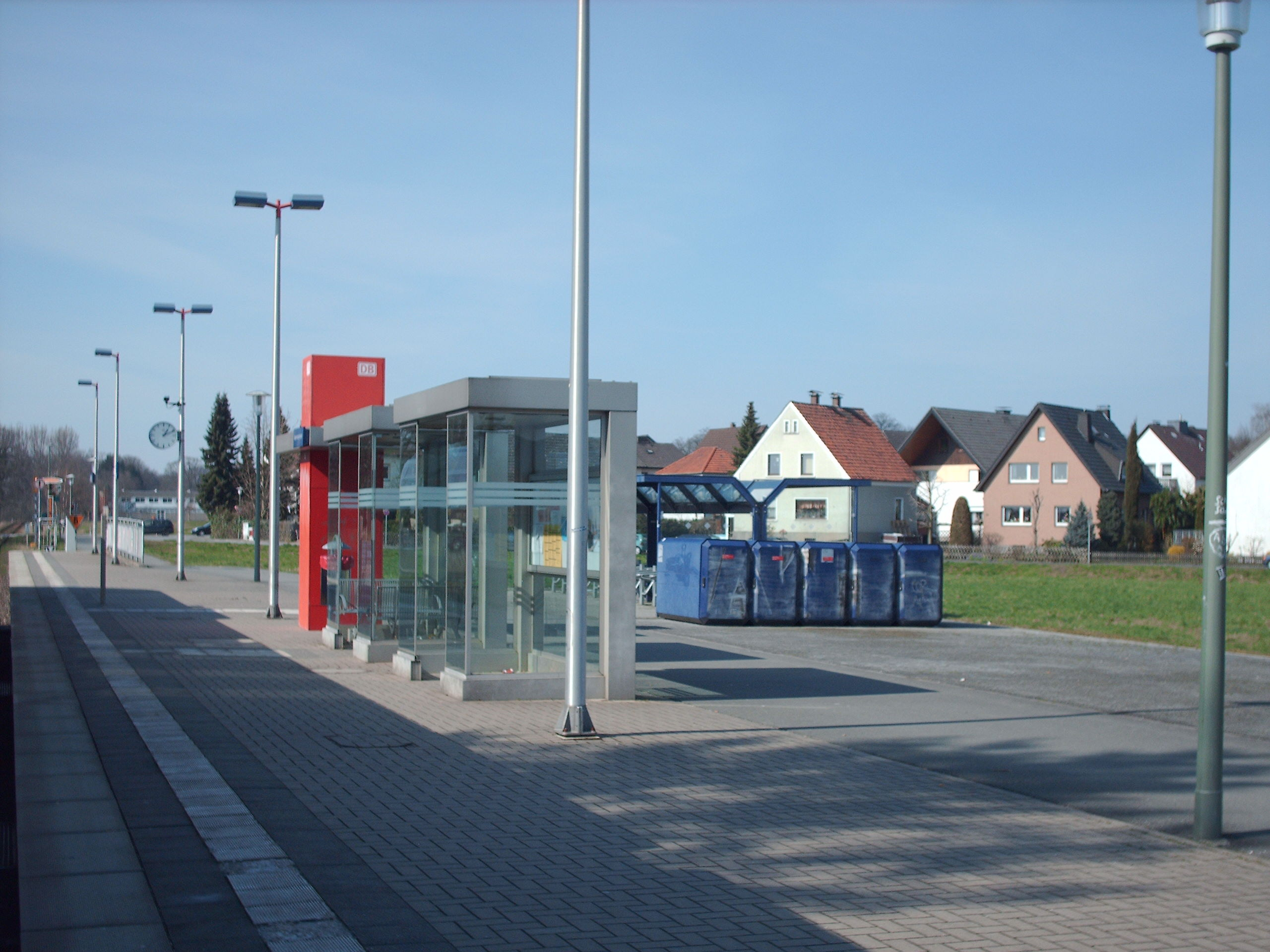
Haltepunkt Quelle-Kupferheide

- Die Bahnhöfe bzw. Haltepunkte Quelle-Kupferheide und Quelle liegen an der Bahnstrecke Osnabrück–Bielefeld (KBS 402[20]), auf der die Regionalbahn 75 „Haller Willem“ Bielefeld–Halle (Westf.)–Osnabrück verkehrt. Durchgeführt wird der Schienenpersonennahverkehr von der NordWestBahn mit Dieseltriebwagen vom Typ Bombardier Talent.

- Im Straßenpersonennahverkehr verkehren folgende Buslinien (Betreiber moBiel):
  - Linie 22: Heepen–Jahnplatz–Ostwestfalendamm–Quelle
  - Linie 40: Senne–Brackwede–Quelle
  - Nachtbuslinie N14: Jahnplatz–Ostwestfalendamm–Quelle–Steinhagen (Montag bis Freitag ab 21 Uhr)
  - Linie 48: Hauptbahnhof–Jahnplatz–Quelle–Steinhagen–Brockhagen
  - Linie 88: Hauptbahnhof–Jahnplatz–Quelle–Steinhagen–Halle

Für den öffentlichen Personennahverkehr  gelten der Westfalentarif und der NRW-Tarif.

## Regelmäßige Veranstaltungen
Jedes Jahr findet ein Weihnachtsmarkt an der Johannes-Kirche in Quelle  statt. Zu Christi Himmelfahrt wurde auf der Hünenburg jedes Jahr das Hünenburgfest ausgerichtet. Aufgrund der schwierigen Logistik und sinkender Besucherzahlen entschied die Queller Gemeinschaft als Veranstalter, das Fest einzustellen und durch den 2019 erstmals gefeierten Queller Sommer im Ortskern zu ersetzen.

## Vereine

### TuS Quelle

TuS-Quelle-Wappen

Im Mai 1919 gründete sich in der Gaststätte Büscher der Turn- und Sportverein Quelle (TuS Quelle). Der Verein besteht aus fünf Abteilungen: Fußball, Turnen, Tischtennis, Volleyball und Basketball. Für die mehr als 1900 Mitglieder stehen drei Turnhallen und zwei Sportplätze zur Verfügung. Die Vereinsfarben sind Blau-Weiß.

### ASC-Hünenburg e. V.
Im Jahr 1953 wurde der ASC-Hünenburg e. V. (Automobilsportclub e. V. im ADAC) gegründet. Der Name ist angelehnt an die Burgruine Hünenburg. Im Jahr 2003 wurde der Verein aufgelöst, lebt in Teilen des 1973 gegründeten MSC-Hünenburg e. V. (Motorrad-Sport-Club e. V.), der sich an den ASC-Hünenburg e. V. seit Gründung angegliedert hatte, weiter.

### Queller Gemeinschaft
Die Queller Gemeinschaft ist ein Verein, der das Ziel verfolgt, das Zusammenleben aller Einwohner von Quelle in sozialen, kulturellen, wirtschaftlichen und politischen Lebensbereichen leichter, freundlicher und attraktiver zu gestalten.  Sie zählt heute mehr als 230 Mitglieder. In der Öffentlichkeit tritt die Queller Gemeinschaft vor allem als Veranstalter des Stadtteilfestes „Queller Sommer“ (bis 2017 Hünenburg-Fest) und eines Weihnachtsmarktes auf. Aus Anlass ihres vorausgegangenen 25. Geburtstags hat die Queller Gemeinschaft im Jahr 2008 im Herzen von Quelle eine Finnbahn errichtet und den Einwohnern zum Geschenk gemacht.

### HSG Quelle/Ummeln
Im Juni 1991 gab es einen Zusammenschluss der Handballvereine CVJM Quelle und CVJM Ummeln. Seitdem tritt die HSG Quelle/Ummeln (Handball- und Sportgemeinschaft) zusammen im Handball an.
Der Verein besteht aus drei Abteilungen: Handball, Yoga und Frauenturnen. Der Verein zählt derzeit ca. 240 Mitglieder. Es stehen die Sporthallen der Gesamtschule Quelle sowie der Sporthalle im Nachbarstadtteil Ummeln zur Verfügung. Die Vereinsfarben sind Grün-Weiß.

## Ehemaliger Rennplatz
Von 1905 bis in die 1960er-Jahre existierte in Quelle ein Rennplatz, auf dem Pferderennen und Fahrturniere durchgeführt wurden. Im Zweiten Weltkrieg wurde der Rennplatz zeitweilig militärisch als Behelfsflugplatz genutzt. Anschließend wurde auf dem Gelände ein Verkehrsübungsplatz betrieben. Heute befindet sich auf diesem Gelände eine Neubausiedlung, deren Straßennamen (Am Rennplatz, Galoppweg usw.) an den ehemaligen Rennplatz erinnern.